# Fredrik Horn
Fredrik Horn   (Oslo, 8 de juny de 1916 - Oslo, 18 de novembre de 1997) fou un futbolista noruec que va competir durant la dècada de 1930.
El 1936 va prendre part en els Jocs Olímpics d'Estiu de Berlín, on guanyà la medalla de bronze en la competició de futbol. Va jugar dos partits amb la selecció nacional. A nivell de clubs jugà al FK Lyn.